# Kingston (parish)
Kingston is een parish van Jamaica. De hoofdstad van de parish is Kingston, tevens de hoofdstad van het land. De parish Kingston is sinds 1923 samengevoegd met St Andrew tot de Kingston and St Andrew Corporate Area, vaak kortweg aangeduid als de Corporate Area. De Corporate Area heeft één gekozen bestuursorgaan (de parish council) en één burgemeester (mayor).
Kingston parish bestaat uit het oude centrum (downtown) met enkele aan zee grenzende wijken van Kingston en het schiereiland Palisadoes met de luchthaven (Norman Manley International Airport) en Port Royal.
Het grootste deel van de hoofdstad Kingston, met belangrijke centra als Hope, Papine, Mona, Cross Roads, New Kingston, Half-Way-Tree, Matilda's Corner en Constant Spring, ligt in de parish St. Andrew.
Clarendon · Hanover · Kingston · Manchester · Portland · Saint Andrew · Saint Ann · Saint Catherine · Saint Elizabeth · Saint James · Saint Mary · Saint Thomas · Trelawny · Westmoreland